# Lucía Yépez
Lucía Yamileth Yépez Guzman, née le 18 février 2001, est une lutteuse équatorienne de style libre. Elle participe aux Jeux olympiques d'été de 2024 et remporte une médaille d'argent en -53 kg. Elle remporte également l'une des médailles de bronze aux Championnats du monde organisés à Belgrade, en Serbie, dans la même catégorie. Elle remporte la médaille d'or dans son épreuve aux Jeux panaméricains de 2023 qui se sont tenus à Santiago, au Chili.

## Jeunesse
Née dans le canton de Mocache, elle s'installe à Quevedo à l'âge de 8 ans. L'année suivante, elle commence la lutte à l'insu de ses parents. Elle remporte son premier tournoi à Santo Domingo de los Tsáchilas après qu'on lui ai prêté un justaucorps et des chaussures.

## Carrière
Elle remporte la médaille d'or en -53 kg aux Championnats du monde des moins de 23 ans 2021 à Belgrade, en Serbie,.
Yépez représente l'Équateur aux Jeux olympiques d'été de 2020 à Tokyo, au Japon mais ne monte pas sur le podium. Quelques mois plus tard, elle remporte la médaille d'or en -50 kg aux Jeux panaméricains juniors de 2021.
Yépez remporte la médaille d'or dans sa discipline aux Jeux bolivariens de 2022 qui se sont tenus à Valledupar, en Colombie,. Elle participe en -53 kg aux Championnats du monde 2022 qui se dérouleront à Belgrade. Elle remporte la médaille d'or dans son épreuve aux Jeux sud-américains de 2022 à Asuncion,.
Elle rafle ensuite la médaille d'or dans son épreuve au tournoi Ibrahim Moustafa 2023 organisé à Alexandrie. Quelques mois plus tard, elle remporte également la médaille d'or dans sa discipline aux Championnats panaméricains de 2023 à Buenos Aires,.
En septembre 2023, Lucía Yépez remporte l'une des médailles de bronze en -53 kg aux Championnats du monde qui se sont tenus à Belgrade. En novembre, elle remporte la médaille d'or en -53 kg aux Jeux panaméricains à Santiago. Elle bat la Cubaine Laura Herin (en)  dans son match pour la médaille d'or.
En février 2024, Yépez remporte la médaille d'or dans son épreuve aux Championnats panaméricains à Acapulco. Elle bat la Vénézuélienne Betzabeth Argüello (en) dans son match pour la médaille d'or. En août 2024, elle remportz la médaille d'argent en - 53 kg aux Jeux olympiques d'été à Paris, en France. C'est la première fois qu'une équatorienne monte sur un podium olympique en lutte.

## Palmarès
| Année | Tournoi                    | Emplacement  | Résultat | Événement |
| ----- | -------------------------- | ------------ | -------- | --------- |
| 2022  | Championnats panaméricains | Acapulco     | 3e       | -53 kg    |
| 2022  | Jeux nolivariens           | Valledupar   | 1re      | -53 kg    |
| 2022  | Jeux sud-américains        | Asunción     | 1re      | -53 kg    |
| 2023  | Championnats panaméricains | Buenos Aires | 1re      | -53 kg    |
| 2023  | Championnats du monde      | Belgrade     | 3e       | -53 kg    |
| 2023  | Jeux panaméricains         | Santiago     | 1re      | -53 kg    |
| 2024  | Championnats panaméricains | Acapulco     | 1re      | -53 kg    |
| 2024  | Jeux olympiques            | Paris        | 2e       | -53 kg    |